# Auberge de la Jamaïque

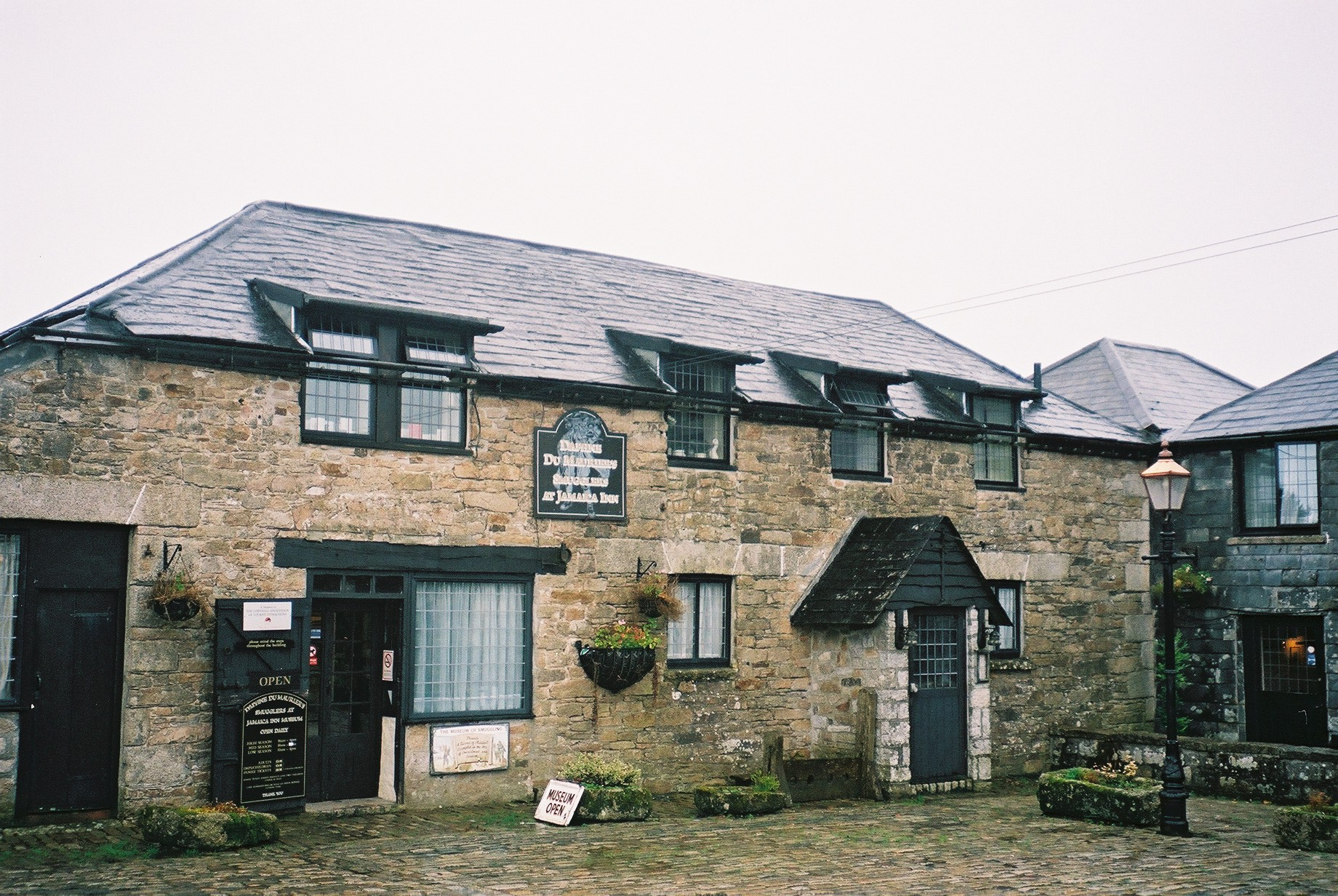
L'auberge de la Jamaïque.

L'auberge de la Jamaïque est située sur Bodmin Moor en Cornouailles. Elle est connue pour avoir été le repaire de contrebandiers et de naufrageurs par le passé, mais elle est surtout connue pour être le théâtre du roman de Daphne du Maurier : L'Auberge de la Jamaïque.
En 1939, Alfred Hitchcock a réalisé un film, La Taverne de la Jamaïque, d'après le roman.
La chanteuse Tori Amos a chanté cette auberge dans sa chanson « Jamaica Inn » dans son album « The Beekeeper » (2005).